# Vitasavci
Vitasavci (cyr. Витасавци) – wieś w Bośni i Hercegowinie, w Republice Serbskiej, w gminie Novi Grad. W 2013 roku liczyła 399 mieszkańców.